# Honoré Guibert
Honoré Jean Guibert (Avignone, 1720 – Parigi, 18 febbraio 1791) è stato un ebanista e scultore francese.
Cognato del pittore Claude Vernet (di cui sposò la sorella Agathe), eseguì le cornici delle sue vedute di porti francesi. Nel 1751 incontrò a Parma l'architetto Ange-Jacques Gabriel, diventando da allora un suo collaboratore.
Realizzò le sculture in legno del Petit Trianon, in particolare gli intarsi floreali degli arredamenti del piano nobile del palazzo, ma anche le decorazioni della facciata. Contribuì alla realizzazione dell'edificio costruito per ospitare i tesori della Cattedrale di Notre-Dame.
Suo figlio Jean Honoré diventò anch'egli uno scultore, e sua figlia Marguerite sposò nel 1772 lo scultore Louis-Simon Boizot.